# Districten van het mandaatgebied Palestina
De districten van het mandaatgebied Palestina waren de administratieve gebieden onder het Britse bestuur van het mandaatgebied Palestina tussen 1922 en 1948. De aanvankelijke indeling van 1922 werd tot 1945 vijf maal herzien.

## Administratieve indeling vanaf 1922
In juli 1922 bestond het mandaatgebied Palestina uit 4 districten, die waren onderverdeeld in in totaal 18 subdistricten. De indeling werd op 1 juli 1922 afgekondigd.
- Southern District
  - Beersheba Sub-district
  - Gaza Sub-district
  - Hebron Sub-district
- Jerusalem-Jaffa District
  - Bethlehem Sub-district
  - Jaffa Division
    - Jaffa Sub-district
    - Ramleh Sub-district

  - Jericho Sub-district
  - Jerusalem Sub-district
  - Ramallah Sub-district
- Samaria District
  - Baisan Sub-district
  - Jenin Sub-district
  - Nablus Sub-district
  - Tulkarem Sub-district
- Northern District
  - Acre Sub-district
  - Haifa Sub-district
  - Nazareth Sub-district
  - Safad Sub-district
  - Tiberias Sub-district

## Administratieve indeling vanaf 1945

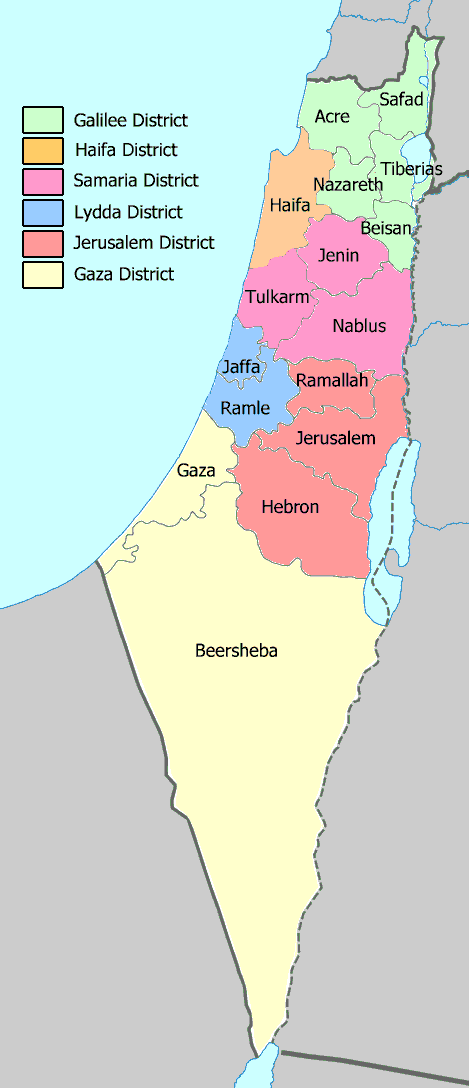
De indeling vanaf 1945

Vanaf 1 januari 1945 waren er 6 districten en 16 subdistricten. De indeling werd in juni 1945 met terugwerkende kracht afgekondigd.
- Gaza District
  - Beersheba Sub-district
  - Gaza Sub-district
- Lydda District
  - Jaffa Sub-district
  - Ramle Sub-district
- Jerusalem District
  - Hebron Sub-district
  - Jerusalem Sub-district
  - Ramallah Sub-district
- Samaria District
  - Jenin Sub-district
  - Nablus Sub-district
  - Tulkarm Sub-district
- Haifa District
  - Haifa Sub-district
- Galilee District
  - Acre Sub-district
  - Beisan Sub-district
  - Nazareth Sub-district
  - Safad Sub-district
  - Tiberias Sub-district